# Santa Rita do Passa Quatro
Santa Rita do Passa Quatro is een gemeente in de Braziliaanse deelstaat São Paulo. De gemeente telt 27.557 inwoners (schatting 2009).

## Aangrenzende gemeenten
De gemeente grenst aan Descalvado, Luís Antônio, Porto Ferreira, Santa Cruz das Palmeiras, Santa Rosa de Viterbo, São Simão en Tambaú.

## Geboren
- Zequinha de Abreu (1880-1935), muzikant en componist